# Insula Perejil
Insula Perejil ( ← spaniolă, arabă ليلى / Laila sau Leila; numită și Tura) este o mică insula nelocuită situată în Strâmtoarea Gibraltar (între Marea Mediterană și Oceanul Atlantic), la 200 m de coasta continentală africană și la 8 km nord-vest de Ceuta.

## Date geografice
- Coordinate geografice: latitudine 35° 54' 48,11" N, longitudine 5° 25' 03,34" V
- Suprafață: are 500 m lungime pe 300 m lățime.
- Altitudine maximă: relief foarte accidentat, punctul cel mai înalt se găsește la 74 m.

## Istoria

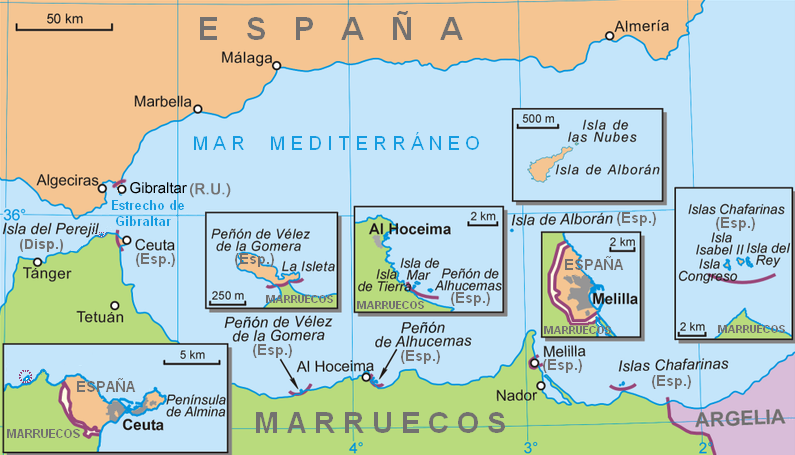
Teritoriile Spaniei în Africa de Nord.

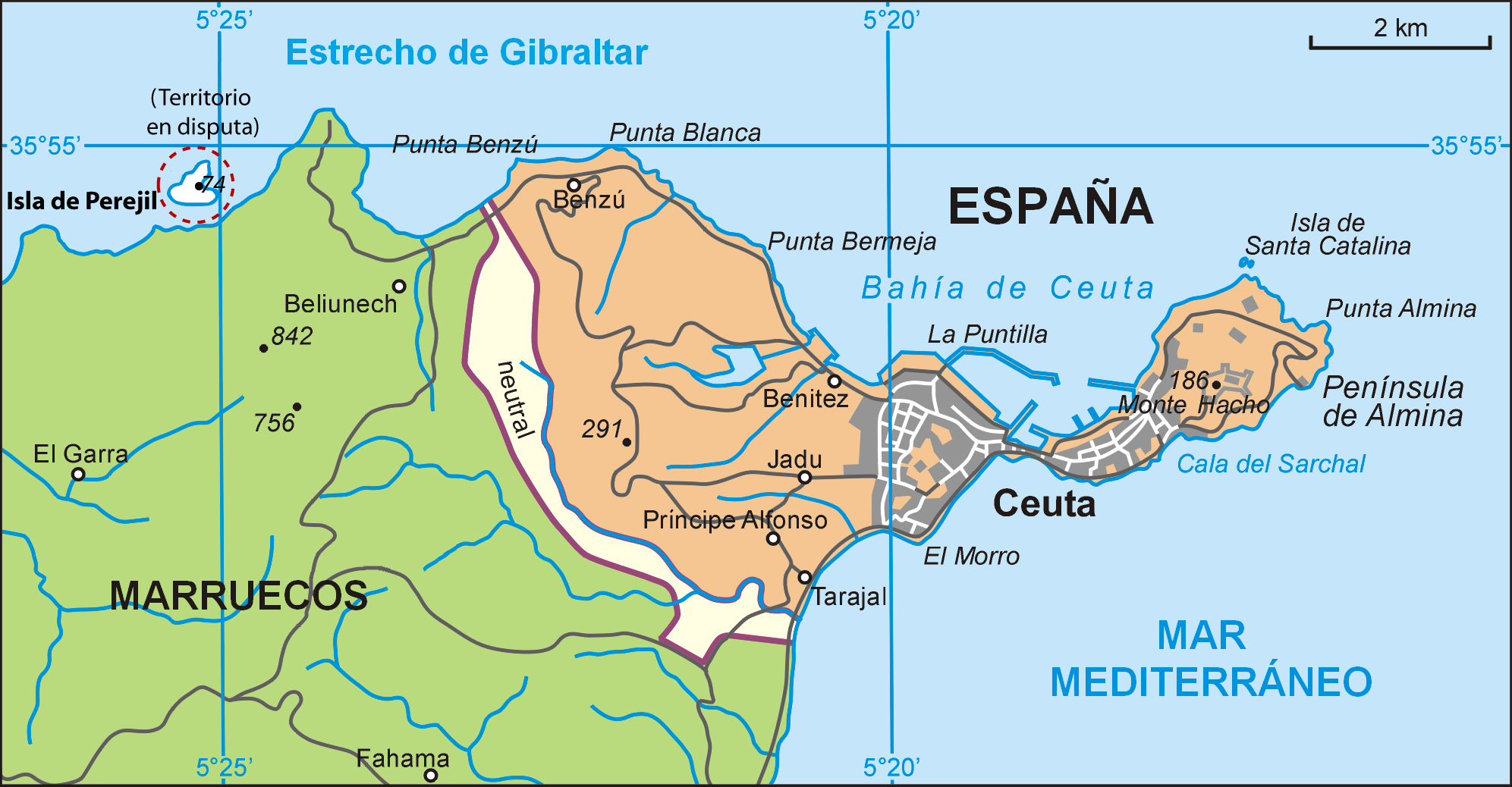
Localizarea Insulei Perejil.

Insula este sub suveranitate spaniolă, dar există un acord cu Marocul pentru ca insula să fie demilitarizată și să nu poarte simboluri naționale. În 2002 a avut loc un incident, un grup de jandarmi marocani care a ocupat simbolic insula a fost evacuat de către trupele spaniole. După un scurt conflict diplomatic în care țările europene și-au exprimat îngrijorarea față de gestul marocan, cele două țări, Spania și Marocul, au admis că insula trebuie să-și mențină statutul neutru.